# 疋田涼子
疋田 涼子（ひきだ りょうこ、3月20日 - ）は、日本の女性声優。大阪府出身。アーツビジョン所属。血液型はO型。旧芸名は疋田 良子。

## 人物
日本ナレーション演技研究所、映像テクノアカデミア出身。
方言は大阪弁、京都弁。
趣味・特技は歌、歴史、チアダンス、ドラム、野球・競馬観戦、温泉ソムリエ。

## 出演

### テレビアニメ
2009年
- フレッシュプリキュア!（女性客）

2010年
- 侵略!イカ娘（少年B）
- ハートキャッチプリキュア!（女の子）

2011年
- 青の祓魔師（主婦C）
- うさぎドロップ（母親たち）
- C（少年の母親、女）
- スイートプリキュア♪（バレー部員、女子生徒）
- たまゆら〜hitotose〜（子供）
- トリコ（女性）
- 未来日記（ユリ）

2012年
- おじゃる丸（女の子、ネズミ）
- 君と僕。2（友人1）
- クイーンズブレイド リベリオン（女戦士A）
- スマイルプリキュア!（緑川こうた）

2017年
- 名探偵コナン（女性店員）

2018年
- 忍たま乱太郎（2018年 - 2019年、女性、町の人）

### 劇場アニメ
- 映画 プリキュアオールスターズNewStage みらいのともだち（2012年、少女）
- しらんぷり（2012年、母）

### OVA
- よんでますよ、アザゼルさん。（2010年）
- クイーンズブレイド 新たなる師弟、新たなる闘い（2012年、暗殺団A）※『クイーンズブレイド プレミアムビジュアルブック』同梱のOVA。

### Webアニメ
- こぴはん（2011年、OL A、選手A、小学生B）

### ゲーム
- 太鼓の達人シリーズ（2008年、こだま、ナレーション）
- ラブルートゼロ KissKiss☆ラビリンス（2010年）
- ナノダイバー（2011年、アミィ）
- ミリ姫大戦 −Militärische Mädchen−（2015年、クレーベルク[5]）

### ドラマCD
- L・DK
- グラール騎士団 Quatre Saisons そして7月の時計塔
- 特殊戦闘員育成機関 ヒーローアカデミーJ
- Barico 珈琲円舞曲-coffee waltz-
- 僕のショパン 名曲集&ドラマCDシリーズ#2

### 吹き替え

#### 映画
- スターにアイ・ラブ・ユー（ジェシカ）
- 新・三バカ大将 ザ・ムービー（バーニス）
- センター・オブ・ジ・アース2 神秘の島
- トラストバトラー（パトリシア）
- ラブ・アゲイン（モリー）

#### ドラマ
- iCarly（タリン）
- アントラージュ☆オレたちのハリウッド
- エバーウッド 遥かなるコロラド（エリー）
- ギルモア・ガールズ
- クリミナル・マインド FBI行動分析課（チェルシー、ミーガン）
- クリミナル・マインド 特命捜査班レッドセル（ジル）
- ゴースト 〜天国からのささやき（バーバラ、幼いセス）
- 24 -TWENTY FOUR- シーズン8
- 花より男子〜Boys Over Flowers
- ヤング・スーパーマン（幼いクロエ）
- レバレッジ 〜詐欺師たちの流儀（サンドラ、アシュリー）
- LAW & ORDER:LA（ヴァレリー）

### ナレーション
- NHK高校講座 物理基礎
- テレビ金沢 ワタシハ伝エタイ
- DVD 和こころ舞
- PV 八幡宿
- DATV カン・ヨファン アニメ『冬のソナタ』ライブ&トーク

### CMナレーション
- 犬夜叉
- ONE PIECE

### ラジオナレーション
- bayfm
  - オカムラホーム
  - 千葉県自動車振興協会
- NACK5 埼玉県サイクリングフェア

### ボイスオーバー
- ナショナルジオグラフィック

### ボイスコミック
- VOMIC
  - あやかし恋絵巻
  - シュガーズ

### オーディオブック
- 八咫烏シリーズ（2021年 - 、朗読）
  - 烏に単は似合わない
  - 烏烏は主を選ばない
  - 黄金の烏
  - 空棺の烏
  - 玉依姫
  - 弥栄の烏
  - 烏百花 蛍の章
  - 烏百花 白百合の章
  - 楽園の烏
  - 追憶の烏
- おまえじゃなきゃだめなんだ（2019年、朗読）
- ねじねじ録（2021年、朗読）
- サイレント・ブレス 看取りのカルテ（2021年、朗読）
- 赤と青とエスキース（2022年、朗読）
- 神様、福運を招くコツはありますか？直接きいてわかった神仏の本音（2022年、朗読）
- 京都くれなゐ荘奇譚 呪われよと恋は言う（2022年、朗読）

### その他コンテンツ
- P-can Town（VPキャラクターの声）